# Discografia di Elodie
La discografia di Elodie, cantautrice e attrice italiana, è costituita da cinque album in studio, un EP, un mixtape, trentasette singoli e quarantuno video musicali (inclusi quelli come artista ospite), pubblicati dal 2016.

## Album in studio
| Anno                                                         | Titolo e dettagli | Classifiche | Classifiche | Certificazioni     | Unità           |
| Anno                                                         | Titolo e dettagli | ITA         | SWI         | Certificazioni     | Unità           |
| ------------------------------------------------------------ | --- | ----------- | ----------- | ------------------ | --------------- |
| 2016                                                         | Un'altra vita - Pubblicato: 20 maggio 2016 - Etichetta: Universal Italy - Formati: CD, LP, download digitale, streaming             | 2           | 86          | - ITA: Oro         | - ITA: 25 000+  |
| 2017                                                         | Tutta colpa mia - Pubblicato: 17 febbraio 2017 - Etichetta: Universal Music Italy - Formati: CD, LP, download digitale, streaming   | 6           | —           |                    |                 |
| 2020                                                         | This Is Elodie - Pubblicato: 31 gennaio 2020 - Etichetta: Island - Formati: CD, download digitale, streaming                        | 6           | —           | - ITA: Platino (2) | - ITA: 100 000+ |
| 2023                                                         | OK. Respira - Pubblicato: 10 febbraio 2023 - Etichetta: Double Trouble Club, Island - Formati: CD, LP, download digitale, streaming | 4           | —           | - ITA: Platino     | - ITA: 50 000+  |
| 2025                                                         | Mi ami mi odi - Pubblicato: 2 maggio 2025 - Etichetta: Double Trouble Club, Island - Formati: CD, LP, download digitale, streaming  | 3           | —           | - ITA: Oro         | - ITA: 25 000+  |
| "—" indica una pubblicazione non classificata in quel paese. | |             |             |                    |                 |

## Mixtape
| Anno | Titolo e dettagli                                                                                          |
| ---- | --- |
| 2023 | Red Light - Pubblicato: 6 ottobre 2023 - Etichetta: Island - Formati: CD, LP, download digitale, streaming |

## Extended play
| Anno | Titolo e dettagli |
| ---- | --- |
| 2020 | This Is Elodie X Christmas EP - Pubblicato: 10 dicembre 2020 - Etichetta: Island - Formati: CD, 12", download digitale, streaming |

## Singoli

### Come artista principale
| Anno                                                         | Titolo                                                                                   | Classifiche | Classifiche | Certificazioni     | Unità           | Album di provenienza         |
| Anno                                                         | Titolo                                                                                   | ITA         | SWI         | Certificazioni     | Unità           | Album di provenienza         |
| ------------------------------------------------------------ | ---------------------------------------------------------------------------------------- | ----------- | ----------- | ------------------ | --------------- | ---------------------------- |
| 2016                                                         | Un'altra vita                                                                            | 33          | —           | - ITA: Oro         | - ITA: 25 000+  | Un'altra vita                |
| 2016                                                         | Amore avrai                                                                              | —           | —           |                    |                 | Un'altra vita                |
| 2016                                                         | L'imperfezione della vita                                                                | —           | —           |                    |                 | Un'altra vita                |
| 2017                                                         | Tutta colpa mia                                                                          | 12          | —           | - ITA: Platino     | - ITA: 50 000+  | Tutta colpa mia              |
| 2017                                                         | Verrà da sé                                                                              | —           | —           |                    |                 | Tutta colpa mia              |
| 2017                                                         | Semplice                                                                                 | —           | —           |                    |                 | Tutta colpa mia              |
| 2018                                                         | Nero Bali (con Michele Bravi e Gué Pequeno)                                              | 10          | —           | - ITA: Platino (2) | - ITA: 100 000+ | This Is Elodie               |
| 2018                                                         | Rambla (feat. Ghemon)                                                                    | —           | —           |                    |                 | This Is Elodie               |
| 2019                                                         | Pensare male (con i The Kolors)                                                          | 24          | —           | - ITA: Platino     | - ITA: 50 000+  | This Is Elodie               |
| 2019                                                         | Margarita (con Marracash)                                                                | 6           | —           | - ITA: Platino (3) | - ITA: 210 000+ | This Is Elodie               |
| 2020                                                         | Non è la fine (feat. Gemitaiz)                                                           | 63          | —           |                    |                 | This Is Elodie               |
| 2020                                                         | Mal di testa (feat. Fabri Fibra)                                                         | 76          | —           |                    |                 | This Is Elodie               |
| 2020                                                         | Andromeda                                                                                | 6           | —           | - ITA: Platino     | - ITA: 70 000+  | This Is Elodie               |
| 2020                                                         | Guaranà                                                                                  | 13          | —           | - ITA: Platino (2) | - ITA: 140 000+ | This Is Elodie               |
| 2020                                                         | Ciclone (con Takagi & Ketra e Mariah feat. Gipsy Kings, Nicolás Reyes e Tonino Baliardo) | 9           | —           | - ITA: Platino (2) | - ITA: 140 000+ | /                            |
| 2021                                                         | Vertigine                                                                                | 40          | —           | - ITA: Platino     | - ITA: 100 000+ | OK. Respira                  |
| 2022                                                         | Bagno a mezzanotte                                                                       | 4           | —           | - ITA: Platino (4) | - ITA: 400 000+ | OK. Respira                  |
| 2022                                                         | Tribale                                                                                  | 13          | —           | - ITA: Platino (2) | - ITA: 200 000+ | OK. Respira                  |
| 2022                                                         | Proiettili (ti mangio il cuore) (con Joan Thiele)                                        | —           | —           |                    |                 | OK. Respira                  |
| 2022                                                         | OK. Respira                                                                              | 45          | —           | - ITA: Oro         | - ITA: 50 000+  | OK. Respira                  |
| 2023                                                         | Purple in the Sky                                                                        | —           | —           |                    |                 | OK. Respira                  |
| 2023                                                         | Due                                                                                      | 7           | 67          | - ITA: Platino (3) | - ITA: 300 000+ | OK. Respira                  |
| 2023                                                         | Pazza musica (con Marco Mengoni)                                                         | 10          | —           | - ITA: Platino (3) | - ITA: 300 000+ | Materia (Prisma) OK. Respira |
| 2023                                                         | A fari spenti                                                                            | 21          | —           | - ITA: Platino     | - ITA: 100 000+ | Red Light                    |
| 2024                                                         | Black Nirvana                                                                            | 7           | —           | - ITA: Platino     | - ITA: 100 000+ | Mi ami mi odi                |
| 2024                                                         | Feeling (con Tiziano Ferro)                                                              | 9           | —           |                    |                 | Mi ami mi odi                |
| 2025                                                         | Dimenticarsi alle 7                                                                      | 7           | 59          | - ITA: Oro         | - ITA: 100 000+ | Mi ami mi odi                |
| 2025                                                         | Mi ami mi odi                                                                            | 18          | —           |                    |                 | Mi ami mi odi                |
| 2025                                                         | Yakuza (con Sfera Ebbasta)                                                               | 4           | —           |                    |                 | Mi ami mi odi                |
| "—" indica una pubblicazione non classificata in quel paese. |                                                                                          |             |             |                    |                 |                              |

### Come artista ospite
| Anno                                                         | Singolo | Classifiche | Certificazioni     | Unità           | Album di provenienza |
| Anno                                                         | Singolo | ITA         | Certificazioni     | Unità           | Album di provenienza |
| ------------------------------------------------------------ | --- | ----------- | ------------------ | --------------- | -------------------- |
| 2018                                                         | Quando stiamo bene (Zibba feat. Elodie)                                                                          | —           |                    |                 | Le cose              |
| 2019                                                         | Le ragazze di Porta Venezia - The Manifesto (Myss Keta feat. La Pina, Elodie, Priestess, Joan Thiele e Roshelle) | —           |                    |                 | /                    |
| 2020                                                         | Parli parli (Carl Brave feat. Elodie)                                                                            | 34          | - ITA: Platino     | - ITA: 70 000+  | Coraggio             |
| 2021                                                         | La coda del diavolo (Rkomi feat. Elodie)                                                                         | 1           | - ITA: Platino (6) | - ITA: 600 000+ | Taxi Driver          |
| 2023                                                         | Anche stasera (Sfera Ebbasta feat. Elodie)                                                                       | 3           | - ITA: Platino (3) | - ITA: 300 000+ | X2VR                 |
| 2024                                                         | Soli a Milano (Club Dogo feat. Elodie)                                                                           | 7           | - ITA: Oro         | - ITA: 50 000+  | Club Dogo            |
| 2024                                                         | Nu dispietto (Gigi D'Alessio feat. Elodie)                                                                       | —           |                    |                 | Fra                  |
| 2024                                                         | Io vorrei 2024 (Gigi D'Alessio feat. Elodie ed Ernia)                                                            | 78          |                    |                 | Fra                  |
| "—" indica una pubblicazione non classificata in quel paese. | |             |                    |                 |                      |

## Collaborazioni
| Anno | Titolo                                | Artista | Album di provenienza                   |
| ---- | ------------------------------------- | --- | -------------------------------------- |
| 2016 | Stiamo come stiamo (Live)             | Loredana Bertè | Amiche in Arena                        |
| 2016 | Io di te non ho paura (Live)          | Emma Marrone | Amiche in Arena                        |
| 2016 | Amici non ne ho (Live)                | Loredana Bertè (feat. Fiorella Mannoia, Noemi, Elisa, Emma Marrone, Irene Grandi,Irene Fornaciari, Alessandra Amoroso, Patty Pravo, Nina Zilli, Gianna Nannini,Bianca Atzei, Aida Cooper, Paola Turci e Antonella Lo Coco) | Amiche in Arena                        |
| 2016 | Quello che le donne non dicono (Live) | Loredana Bertè (feat. Fiorella Mannoia, Noemi, Elisa, Emma Marrone, Irene Grandi,Irene Fornaciari, Alessandra Amoroso, Patty Pravo, Nina Zilli, Gianna Nannini,Bianca Atzei, Aida Cooper, Paola Turci e Antonella Lo Coco) | Amiche in Arena                        |
| 2017 | Così diversa                          | Francesco Renga | Scriverò il tuo nome Live              |
| 2018 | Sobrio                                | Gué Pequeno | Sinatra                                |
| 2018 | Vola mio mini pony                    | Cristina D'Avena | Duets Forever - Tutti cantano Cristina |
| 2019 | Le ragazze di Porta Venezia (Remix)   | Myss Keta (feat. Joan Thiele e Priestess) | Paprika                                |
| 2019 | Friday Night                          | Burak Yeter | /                                      |
| 2019 | Catrame (Piano Solo)                  | Lazza (feat. Tedua) | Re Mida                                |
| 2020 | Lontana da te                         | Priestess | Rendez-vous                            |
| 2020 | Ma il cielo è sempre blu              | Italian Allstars 4 Life | /                                      |
| 2020 | Va tu sei libero                      | / | Goodnight Songs for Rebel Girls        |
| 2021 | Xy                                    | Margherita Vicario | Bingo                                  |
| 2021 | Dimmi di sbagliato che c'è 2021       | Sottotono | Originali                              |
| 2021 | La coda del diavolo (MTV Unplugged)   | Rkomi | Taxi Driver (MTV Unplugged)            |
| 2022 | Luglio                                | Elisa (feat. Giorgia e Roshelle) | Ritorno al futuro/Back to the Future   |
| 2022 | Vertigine (Live)                      | Elisa | Back to the Future Live                |
| 2022 | Bagno a mezzanotte (Live)             | Elisa | Back to the Future Live                |
| 2022 | Luglio (Live)                         | Elisa (feat. Giorgia e Roshelle) | Back to the Future Live                |
| 2023 | Festival                              | Paola & Chiara | Per sempre                             |
| 2024 | Due                                   | Raf | RAF 40: The unreleased duets           |
| 2024 | Ti voglio                             | Ornella Vanoni, Ditonellapiaga | Diverse                                |
| 2024 | Ci andremo insieme                    | Luca Marinelli, Alberto Boubakar Malanchino, Riccardo Suarez, Edoardo Stoppacciaro | Mufasa - Il re leone                   |
| 2024 | Lo so, sei tu                         | Luca Marinelli | Mufasa - Il re leone                   |

## Video musicali

### Come artista musicale
| Anno | Titolo                                      | Regista/i                                   |
| ---- | ------------------------------------------- | ------------------------------------------- |
| 2016 | Amore avrai                                 | Luisa Carcavale                             |
| 2016 | L'imperfezione della vita                   | Alessandra Alfieri                          |
| 2017 | Tutta colpa mia                             | Gaetano Morbioli                            |
| 2017 | Verrà da sé                                 | Gaetano Morbioli                            |
| 2017 | Semplice                                    | Gaetano Morbioli                            |
| 2018 | Quando stiamo bene                          | Megan Stancanelli                           |
| 2018 | Nero Bali                                   | Enea Colombi                                |
| 2018 | Rambla                                      | Enea Colombi                                |
| 2019 | Pensare male                                | Attilio Cusani                              |
| 2019 | Margarita                                   | Attilio Cusani                              |
| 2019 | Le ragazze di Porta Venezia - The Manifesto | Simone Rovellini                            |
| 2020 | Non è la fine                               | Attilio Cusani                              |
| 2020 | Mal di testa (Hangover Video)               | —                                           |
| 2020 | Andromeda                                   | Attilio Cusani                              |
| 2020 | Diamanti (Visual)                           | Dario Garegnani                             |
| 2020 | Guaranà                                     | Attilio Cusani                              |
| 2020 | Ciclone                                     | YouNuts! (Antonio Usbergo e Niccolò Celaia) |
| 2020 | Parli parli                                 | Fabrizio Conte                              |
| 2021 | Vertigine (Visual)                          | Attilio Cusani                              |
| 2021 | Vertigine (Official Performance)            | Attilio Cusani                              |
| 2022 | Bagno a mezzanotte                          | Morelli Brothers                            |
| 2022 | Tribale                                     | Attilio Cusani                              |
| 2022 | Tribale (Dance Video)                       | Attilio Cusani                              |
| 2022 | Proiettili (ti mangio il cuore)             | Roberto Ortu                                |
| 2022 | Proiettili (Live Performance)               | Jim Wilmont                                 |
| 2022 | OK. Respira                                 | Giampaolo Sgura                             |
| 2023 | Purple in the Sky (Visual)                  | —                                           |
| 2023 | Due                                         | Giampaolo Sgura                             |
| 2023 | Pazza musica                                | Roberto Ortu                                |
| 2023 | A fari spenti                               | Morelli Brothers                            |
| 2023 | Red Light (Visual)                          | Morelli Brothers                            |
| 2023 | Elle (Visual)                               | Morelli Brothers                            |
| 2023 | Glamour (Visual)                            | Morelli Brothers                            |
| 2023 | Euphoria (Visual)                           | Morelli Brothers                            |
| 2023 | Ascendente (Visual)                         | Morelli Brothers                            |
| 2023 | Lontano da qui (Visual)                     | Morelli Brothers                            |
| 2024 | Black Nirvana                               | Attilio Cusani                              |
| 2024 | Feeling                                     | Morelli Brothers                            |
| 2025 | Dimenticarsi alle 7                         | Attilio Cusani                              |
| 2025 | Mi ami mi odi                               | Attilio Cusani                              |
| 2025 | Yakuza                                      | Mattia Bonato e Sfera Ebbasta               |

### Come attrice
| Anno | Titolo             | Artista/i          | Regista         |
| ---- | ------------------ | ------------------ | --------------- |
| 2012 | La risposta        | Luchè              | Mauro Russo     |
| 2015 | Beautiful Disaster | Fedez e Mika       | Mauro Russo     |
| 2018 | Monica             | Myss Keta          | Motel Forlanini |
| 2020 | La mia hit         | J-Ax e Max Pezzali | Fabrizio Conte  |
| 2021 | Crazy Love         | Marracash          | Giulio Rosati   |